# Вятська духовна семінарія
Вятська духовна семінарія — середній духовний навчальний заклад Відомства православного сповідання Російської імперії, що існув з 1735 по 1918 роки.

## Історія
У 1735 році в Хлинові єпископом Лаврентієм Горкою була заснована слов'яно-греко-латинська школа. Приміщенням для семінарії служив Успенський Трифонів монастир.
Протягом декількох десятиліть школа відчувала великі труднощі з викладачами, матеріальними засобами, підручниками, навчальними програмами.
У 1752 році після пожежі навчання в семінарії припинилося і було відновлено тільки через 6 років при єпископі Варфоломію Любарському, який для семінарської бібліотеки виписав з-за кордону вибрані церковні і найкращі класичні письменники.
У 1758 році на базі слов'яно-латинської школи була створена Вятська духовна семінарія.
Число тих, що навчаються в семінарії вихованців доходило до 400 і більше осіб.
У 1775 році при семінарії був відкритий  філософський клас, в 1779 році — богословський, в 1780 році знову ввели грецьку мову, в 1781 році — загальну історію, в 1786 році малювання і вивчення правил про обов'язки людини і громадянина, в 1789 році — алгебру з геометрією і єврейську мову.
При єпископі Лаврентію Барановичу до 1795 року було побудовано кам'яні будівлі для семінарії. На період переїзду на нове місце, в семінарії навчалося понад 700 чоловік.
У 1802 році введено французьку та німецьку мови, в 1803 році — медицину, в 1809 році — церковну архітектуру.
Вятська Духовна семінарія не уникла тих недоліків, які проявилися у всій системі духовної освіти в XIX і, особливо, на початку ХХ століття.
Станом на 1900 рік в семінарії було 403 студентів.
Вятська духовна семінарія була закрита більшовицьким режимом.

## Ректори
- архімандрит Анастасій Воскресенський (вересень 1823—1825)
- архімандрит Андрій Соколов (вересень 1825—1827)
- архімандрит Адріан Тяжолов (1828—1829)
- архімандрит Варлаам Денисов (1833—1835)
- архімандрит Никодим Казанцев (11 лютого 1835—1841)
- архімандрит Амвросій Красовський (червень 1841 -?)
- архімандрит Софроній Македонський (пом. 1864)
- архімандрит Діонісій Аретінський (1860 — 23 березня 1863)
- архімандрит Павел Доброхотов (23 квітня 1863—1866)
- архімандрит Йосиф Баженов (12 серпня 1866 — 10 липня 1870)
- протоієрей Микола Попов (1881—1891)
- протоієрей Олександр Трапіцин (1900—1901)
- Василь Алмазов (27 червня 1903 -?)
- протоієрей Микола Кибардин (1907—1914)
- протоієрей Василь Гагінський (1914-)